# Aphaenogaster simonellii
Aphaenogaster simonellii är en myrart som beskrevs av Carlo Emery 1894. Aphaenogaster simonellii ingår i släktet Aphaenogaster och familjen myror.

## Underarter
Arten delas in i följande underarter:
- A. s. sporadis
- A. s. simonellii